# Andreas Gergen

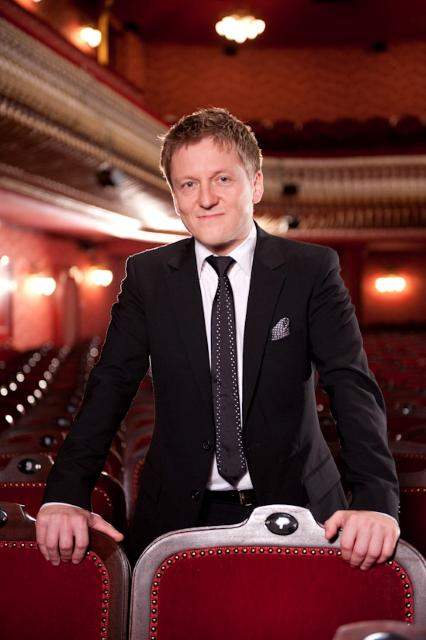
Andreas Gergen (vor 2012)

Andreas Gergen (* 26. November 1973 in Saarlouis) ist ein deutscher Schauspieler und Regisseur für Oper, Operette und Musical.

## Leben
Andreas Gergen sammelte erste Bühnenerfahrungen am Saarländischen Staatstheater Saarbrücken. Nach seinem Studium (1995–1999) an der Hochschule der Künste in Berlin war er zunächst in verschiedenen Rollen in Berlin zu sehen, u. a. als Zigeunerkönig Clopin in Disney’s Glöckner von Notre Dame im Theater am Potsdamer Platz und an der Neuköllner Oper, bevor er im Fernsehen mit der Rolle des Stefan in der Serie Familie Heinz Becker zu sehen war. Parallel begann er, auf Berliner Bühnen zu inszenieren. Erste Regiearbeiten in den Jahren 2000 bis 2004 waren das Peanuts-Musical Du bist in Ordnung, Charlie Brown im Theater am Südwestkorso, außerdem Fletsch - Das Werwolfmusical und das Kinder-Musical Räuber Hotzenplotz am Berliner Kriminal Theater, Pam Gems’ Piaf und Non(n)sens von Dan Goggin an der Tribüne.
Vom Berliner Senat bekam Gergen den Zuschlag für die Bespielung des Schlossparktheaters, welches er von 2004 bis 2006 als Intendant leitete. Er prägte das künstlerische Profil des Hauses mit seinem Regiestil. Unter seiner Intendanz kamen u. a. die Europäische Erstaufführung des Broadway-Erfolges Pinkelstadt-Das Musical (Urinetown), die Kollo-Operette Wie einst im Mai, die Bühnenadaption des Filmklassikers Die Drei von der Tankstelle und die Deutsche Erstaufführung des Schauspiels Nachtmusik von Rolf Hochhuth zur Aufführung. 2006 ging er in die Entwicklungs-Abteilung des Musical-Konzerns Stage Entertainment nach Hamburg, wo er an der Entwicklung neuer Musicals und Bühnenstoffe mitwirkte, u. a. an der Bühnenversion von Bully Herbigs Der Schuh des Manitu-Das Musical und dem Udo-Jürgens-Musicals Ich war noch niemals in New York. Für letzteres war er als Associate Director am Hamburger Operettenhaus verantwortlich.
Andreas Gergen war von 2011 bis 2014 Vorsitzender des Bundeswettbewerbs Gesang Berlin e. V.

### Freischaffender Regisseur
Seit 2008 ist er als freischaffender Regisseur tätig. Er brachte die Opern Die Zauberflöte, Madama Butterfly und Hänsel und Gretel auf die Bühne, sowie die Musicals West Side Story, Dracula, Jekyll und Hyde, Kiss Me, Kate und die Weltpremiere von Der Graf von Monte Christo von Frank Wildhorn. Für Der Graf von Monte Christo inszenierte er eine Workshop-Fassung am New Yorker Broadway. 2009 gründete er mit seinem Kollegen und Lebensgefährten Christian Struppeck die Firma Creative Agency Berlin, mit der er sich zum Ziel setzte, Musicals zu entwickeln. Nach der musikalischen Komödie Wochenend und Sonnenschein in der Komödie im Marquardt in Stuttgart folgte als zweite Musicaluraufführung Dällebach Kari bei den Thunerseespielen.

### Operndirektor
Von August 2011 bis Juli 2017 war er Operndirektor am Salzburger Landestheater.
Im Dezember 2023 wurde bekanntgegeben, dass er ab der Spielzeit 2025/26 Michael Lakner als künstlerische Leiter der Bühne Baden nachfolgen soll.

### Auszeichnungen
- 1997 erhielt er den 3. Preis beim Bundeswettbewerb Gesang Berlin und trat diesbezüglich beim Preisträgerkonzert im Theater des Westens, Berlin, auf.
- Für seine Darstellung des Stefan Becker in der Serie Familie Heinz Becker wurde ihm 2004 der Deutsche Comedy-Preis verliehen.
- Für die Inszenierung Viktoria und ihr Husar bei den Seefestspielen Mörbisch wurde ihm von BR-Klassik der Operettenpreis „Frosch des Jahres 2017“ verliehen.
- 2019 wurde er bei den BroadwayWorld Austria Awards für I Am from Austria (Musical) auf den ersten Platz der Kategorie Beste Regie gewählt.

## Inszenierungen (Auswahl)
- Cabaret, Salzburger Landestheater
- Jekyll & Hyde, Freiluftarena Merzig/Deutsches Theater München
- Der Schuh des Manitu, Salzburger Landestheater/Deutsches Theater München
- I Feel Love - A Tribute To Giorgio Moroder, Vereinigte Bühnen Bozen
- Die Kinokönigin, Musikalische Komödie Leipzig
- Ein kleines Café (Der Kaffeehauskomponist Hermann Leopoldi), Schauspielhaus Salzburg
- Chess, Mecklenburgisches Staatstheater Schwerin
- Sister Act, Landestheater Linz
- End of the Rainbow, Zeltpalast Merzig
- Der Mann mit dem Lachen (UA), Staatsoperette Dresden
- Meine Stille Nacht (UA), Felsenreitschule Salzburg
- Cinderella, Prinzregententheater München
- Die Entführung aus dem Serail, Musik & Theater Saar
- Die drei Musketiere, Musicalsommer Winzendorf
- Wie es euch gefällt, Salzburger Landestheater
- Doctor Dolittle, Salzburger Landestheater
- Zzaun! (UA), Staatsoperette Dresden
- I Am from Austria – Das Rainhard Fendrich-Musical (UA), Raimundtheater Wien
- Rebecca, Freilichtspiele Tecklenburg
- Zorro, Musicalsommer Winzendorf
- La Bohème, Haus für Mozart Salzburg
- Big Fish, Prinzregententheater München
- Spamalot, Salzburger Landestheater
- Viktoria und ihr Husar, Seefestspiele Mörbisch
- Don Camillo und Peppone (UA), Theater St. Gallen/Vereinigte Bühnen Wien
- Luther, Westfalenhalle Dortmund
- Carmen, Felsenreitschule Salzburg
- Il mondo della luna, Salzburger Landestheater
- La Cage aux Folles, Staatsoperette Dresden
- Cats, Freilichtspiele Tecklenburg
- Fidelio, Salzburger Landestheater
- Schubertstraße 200, Salzburger Landestheater
- Im weißen Rössl, Salzburger Landestheater
- Shrek – Das Musical, Capitol-Theater Düsseldorf
- The Addams Family, Musik & Theater Saar
- Sunset Boulevard, Freilichtspiele Tecklenburg
- Der Besuch der alten Dame – Das Musical, Vereinigte Bühnen Wien
- Love Never Dies – Das Konzert, Vereinigte Bühnen Wien
- Die Fledermaus, Oper Nizza
- Jonny spielt auf, Salzburger Landestheater
- La Cage aux Folles, Salzburger Landestheater
- Der Besuch der alten Dame – Das Musical (UA), Thunerseespiele
- Das Phantom der Oper – Das Konzert, Vereinigte Bühnen Wien
- Die Fledermaus, Salzburger Landestheater
- Greek, Salzburger Landestheater
- Hairspray, Deutsches Theater München/Freilichtspiele Tecklenburg
- La traviata, Haus für Mozart Salzburg
- The Sound Of Music, Salzburger Landestheater
- Crazy For You, Freilichtspiele Tecklenburg
- Kiss Me, Kate, Salzburger Landestheater
- Die schöne Helena, Saarländisches Staatstheater
- Dällebach Kari (UA), Thunerseespiele/theater11 Zürich
- West Side Story, Theater Magdeburg
- Hänsel und Gretel, Saarländisches Staatstheater
- Frau Luna, Salzburger Landestheater
- Madama Butterfly, Oper im Zelt Merzig
- Wochenend und Sonnenschein (UA), Komödie im Marquardt Stuttgart
- Jekyll und Hyde, Theater Magdeburg, Stadttheater Fürth
- Der Graf von Monte Christo (UA), Theater St. Gallen
- Piraten, Neuköllner Oper Berlin
- Irma la Douce, Tribüne Berlin
- Bleib noch bis zum Sonntag, Tribüne Berlin
- Dracula, Musicalfestival Graz
- Du bist in Ordnung, Charlie Brown, Theater am Südwestkorso Berlin
- Fletsch - Saturday Bite Fever, Berliner Kriminaltheater
- Der Räuber Hotzenplotz, Berliner Kriminaltheater
- Die Zauberflöte, Saarländisches Staatstheater
- Nachtmusik, Schlossparktheater Berlin
- Eine Woche voller Samstage, Schlossparktheater Berlin
- Die Drei von der Tankstelle, Schlossparktheater Berlin
- Wie einst im Mai, Schlossparktheater Berlin
- Pinkelstadt – Das Musical, Schlossparktheater Berlin
- Piaf, Tribüne Berlin
- Arsen und Spitzenhäubchen, Häbse-Theater Basel
- Non(n)sens, Tribüne Berlin
- Der kleine Horrorladen, Metropoltheater Wien
- Big Fish, Musiktheater im Revier
- Skiverliebt, Salzburger Landestheater 2025